# 王继昌
王继昌（？—945年），五代十国時期光州固始（今河南固始）人，閩國天德帝王延政的侄子。
王延政建立殷国，以王继昌为门下侍郎，同平章事。后来改殷为闽，以福州为南都，王继昌守福州，为都督南都内外诸军事。王继昌酗酒，不爱惜士卒，李仁达作乱，王继昌和吴成义一起死在官衙。福州最後歸屬吳越國。